# Impatiens taprobanica
Impatiens taprobanica är en balsaminväxtart som beskrevs av William Philip Hiern. Impatiens taprobanica ingår i släktet balsaminer, och familjen balsaminväxter. Inga underarter finns listade i Catalogue of Life.